# Tasso di mortalità infantile
Il tasso di mortalità infantile è un indice statistico applicato in epidemiologia e demografia per calcolare il tasso di mortalità entro il primo anno di vita. A seconda della durata della gravidanza e del momento della morte, la mortalità si denomina:
- Aborto (aborto indotto[3] con farmaci,[4] chirurgico,[5] terapeutico e spontaneo[6]): fino alle 20 settimane di gravidanza.
- Morte fetale: quando l'età gestazionale è superiore a 22 settimane.[7]
- Morte perinatale: dalle 28 settimane di gravidanza fino alla prima settimana di vita.[8][9]
- Morte neonatale: dalla nascita ai 28 giorni.
- Morte infantile: durante il primo anno di vita, è l'indicatore demografico che segnala il numero di morti infantili in una data popolazione per ogni mille nascite vive registrate.

## Calcolo
Il tasso di mortalità {\displaystyle M_{\text{i}}(a)} si ottiene rapportando il numero dei bambini morti entro il primo anno di vita {\displaystyle B_{\text{m}}(a)} nell'arco dell'anno solare {\displaystyle a} al numero dei bambini nati vivi {\displaystyle B_{\text{n}}(a)} nello stesso anno, e moltiplicando il risultato per mille, ovvero:
{\displaystyle M_{\text{i}}(a)=B_{\text{m}}(a)/B_{\text{n}}(a)\cdot 1000}
Questo indice, assieme alla speranza di vita alla nascita, è estremamente importante nella verifica dello sviluppo di una popolazione in quanto è strettamente correlato alla situazione sanitaria, economica, ambientale e sociale della popolazione a cui viene applicato.

## La mortalità infantile oggi
Secondo le stime sulla mortalità infantile pubblicate il 18 settembre 2018 da UNICEF, Organizzazione Mondiale della Sanità (OMS), Divisione delle Nazioni Unite per la Popolazione e Banca Mondiale, nel 2017 sono morti circa 6,3 milioni di bambini sotto i 15 anni, per lo più per cause che avrebbero potuto essere prevenute. Nonostante questo il numero assoluto dei decessi nella fascia di età tra 0 e 5 anni è dimezzato negli ultimi decenni, passando dai 12,6 milioni del 1990 ai 5,4 milioni del 2017.

### In Italia
Considerando i tassi quinquennali (dal 1995 al 1999) il valore italiano di mortalità infantile è di 5,6 morti per 1.000 nati vivi. In base ai tassi relativi al 1999, confrontati con quelli del 1995, si può affermare che in Italia vi sia stata una significativa riduzione della mortalità infantile (dal 6,2 al 5,1 per mille, ovvero -17%).
Secondo i dati ISTAT nel 2011, invece, si sono registrati 2084 decessi di bambini sotto i 5 anni di vita. Poco più di un secolo prima, nel 1887, se ne contavano 399.505. Si è passati quindi da 347 decessi per mille nati vivi a circa 4 per mille. La prima edizione del Libro bianco sulla salute dei bambini, curato da Osservasalute e dalla SIP (Società Italiana di Pediatria), nel 2012 attribuiva al Friuli-Venezia Giulia il più basso livello di mortalità in Europa.

### Altri stati
I dati forniscono il numero di decessi ogni 1000 nati al di sotto di un anno. Le Nazioni Unite hanno realizzato questa statistica nel 2012. Il dato riferito all'Italia è peraltro in forte contrasto con quello ISTAT riferito agli aa. 2005-2008 e riportato dal Ministero della Salute nella Raccomandazione Ministeriale n.16, aprile 2014, che indica un tasso nazionale di mortalità infantile pari a 3,3 (pur con lievi variazioni regionali).
| Paese                               | Mortalità/1000 |
| ----------------------------------- | -------------- |
| Afghanistan                         | 122            |
| Niger                               | 110            |
| Mali                                | 109            |
| Somalia                             | 104            |
| Repubblica Centrafricana            | 97             |
| Guinea-Bissau                       | 94             |
| Ciad                                | 94             |
| Angola                              | 84             |
| Burkina Faso                        | 80             |
| Malawi                              | 79             |
| Mozambico                           | 77             |
| Sierra Leone                        | 77             |
| Repubblica Democratica del Congo    | 77             |
| Etiopia                             | 75             |
| Guinea Equatoriale                  | 75             |
| Nigeria                             | 74             |
| Repubblica del Congo                | 74             |
| Liberia                             | 73             |
| Gambia                              | 70             |
| Comore                              | 69             |
| Tanzania                            | 66             |
| Zambia                              | 65             |
| Costa d'Avorio                      | 63             |
| Ruanda                              | 63             |
| Pakistan                            | 61             |
| Uganda                              | 61             |
| Burundi                             | 60             |
| Benin                               | 60             |
| Camerun                             | 60             |
| Swaziland                           | 60             |
| Guinea                              | 59             |
| Sahara Occidentale                  | 59             |
| Mauritania                          | 59             |
| Laos                                | 58             |
| Sudan                               | 56             |
| Senegal                             | 55             |
| Cambogia                            | 54             |
| Yemen                               | 54             |
| Lesotho                             | 53             |
| Gibuti                              | 53             |
| Haiti                               | 52             |
| São Tomé e Príncipe                 | 52             |
| Madagascar                          | 50             |
| Togo                                | 50             |
| Gabon                               | 49             |
| Bangladesh                          | 49             |
| Birmania                            | 48             |
| Ghana                               | 47             |
| India                               | 46             |
| Namibia                             | 46             |
| Vanuatu                             | 46             |
| Kenya                               | 44             |
| Nepal                               | 43             |
| Sudafrica                           | 43             |
| Bhutan                              | 42             |
| Papua Nuova Guinea                  | 42             |
| Iran                                | 41             |
| Bolivia                             | 41             |
| Turkmenistan                        | 41             |
| Eritrea                             | 40             |
| Iraq                                | 40             |
| Kiribati                            | 38             |
| Tagikistan                          | 37             |
| Timor Est                           | 37             |
| Mongolia                            | 36             |
| Guyana                              | 36             |
| Tuvalu                              | 34             |
| Kirghizistan                        | 31             |
| Suriname                            | 29             |
| Azerbaigian                         | 29             |
| Zimbabwe                            | 28             |
| Indonesia                           | 27             |
| Trinidad e Tobago                   | 27             |
| Marocco                             | 26             |
| Corea del Nord                      | 26             |
| Capo Verde                          | 26             |
| Guatemala                           | 25             |
| Tunisia                             | 25             |
| Algeria                             | 25             |
| Egitto                              | 24             |
| Turchia                             | 23             |
| Kazakistan                          | 22             |
| Paraguay                            | 22             |
| Nicaragua                           | 22             |
| Samoa                               | 22             |
| Perù                                | 22             |
| Belize                              | 21             |
| Repubblica Dominicana               | 21             |
| Uzbekistan                          | 21             |
| Brasile                             | 21             |
| Vietnam                             | 20             |
| Venezuela                           | 20             |
| Honduras                            | 20             |
| El Salvador                         | 20             |
| Libia                               | 19             |
| Ecuador                             | 19             |
| Filippine                           | 19             |
| Armenia                             | 18             |
| Isole Salomone                      | 17             |
| Messico                             | 17             |
| Bulgaria                            | 16             |
| Colombia                            | 16             |
| Thailandia                          | 16             |
| Giordania                           | 16             |
| Cina                                | 16             |
| Arabia Saudita                      | 16             |
| Libano                              | 15             |
| Siria                               | 15             |
| Oman                                | 15             |
| Georgia                             | 15             |
| Malaysia                            | 15             |
| Giamaica                            | 14             |
| Antigua e Barbuda                   | 14             |
| Albania                             | 14             |
| Saint Vincent e Grenadine           | 14             |
| Moldavia                            | 14             |
| Tonga                               | 13             |
| Bahamas                             | 13             |
| Grecia                              | 13             |
| Saint Lucia                         | 12             |
| Dominica                            | 12             |
| Palau                               | 12             |
| Barbados                            | 12             |
| Emirati Arabi Uniti                 | 12             |
| Seychelles                          | 11             |
| Panama                              | 11             |
| Mauritius                           | 11             |
| Brunei                              | 11             |
| Grenada                             | 11             |
| Figi                                | 11             |
| Romania                             | 11             |
| Argentina                           | 11             |
| Botswana                            | 10             |
| Bahrein                             | 10             |
| Groenlandia                         | 10             |
| Sri Lanka                           | 9              |
| Uruguay                             | 9              |
| Saint Kitts e Nevis                 | 9              |
| Costa Rica                          | 9              |
| Nauru                               | 9              |
| Bosnia ed Erzegovina                | 8              |
| Ucraina                             | 8              |
| Repubblica della Macedonia del Nord | 8              |
| Lettonia                            | 8              |
| Stati Uniti                         | 8              |
| Kuwait                              | 8              |
| Cile                                | 7              |
| Estonia                             | 7              |
| Qatar                               | 7              |
| Isole Cayman                        | 6              |
| Slovacchia                          | 6              |
| Polonia                             | 6              |
| Serbia                              | 6              |
| Lituania                            | 6              |
| Bielorussia                         | 6              |
| Croazia                             | 6              |
| Italia                              | 5              |
| Ungheria                            | 5              |
| Taiwan                              | 5              |
| Canada                              | 5              |
| Cuba                                | 5              |
| Nuova Zelanda                       | 5              |
| San Marino                          | 5              |
| Portogallo                          | 5              |
| Gran Bretagna                       | 5              |
| Australia                           | 5              |
| Liechtenstein                       | 4              |
| Lussemburgo                         | 4              |
| Russia                              | 4              |
| Belgio                              | 4              |
| Austria                             | 4              |
| Danimarca                           | 4              |
| Slovenia                            | 4              |
| Corea del Sud                       | 4              |
| Israele                             | 4              |
| Svizzera                            | 4              |
| Irlanda                             | 4              |
| Andorra                             | 4              |
| Paesi Bassi                         | 4              |
| Repubblica Ceca                     | 4              |
| Malta                               | 4              |
| Germania                            | 4              |
| Norvegia                            | 4              |
| Finlandia                           | 3              |
| Francia                             | 3              |
| Spagna                              | 3              |
| Islanda                             | 3              |
| Macao                               | 3              |
| Svezia                              | 3              |
| Singapore                           | 3              |
| Giappone                            | 2              |
| Principato di Monaco                | 2              |